# Timothy Busfield

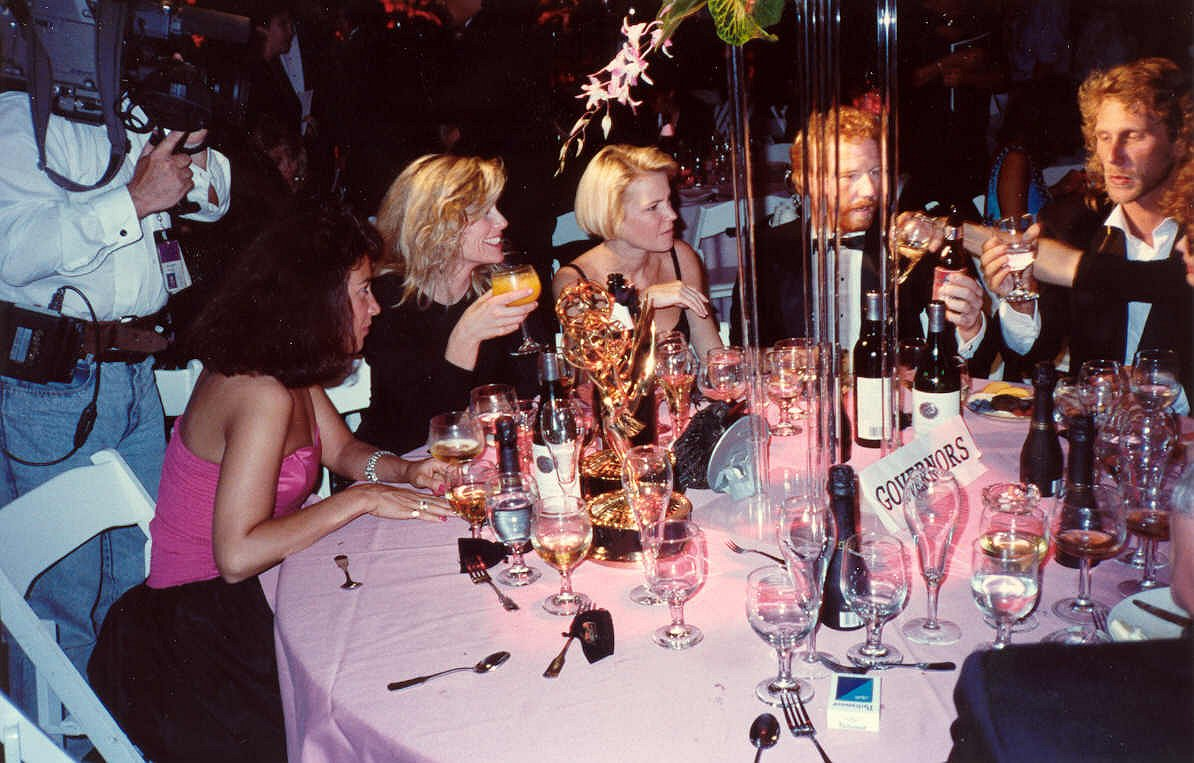
Busfield e colegas de Thirtysomething no Emmy Awards de 1988 (Timothy é o 2° homem da direita para a esquerda)

Timothy Clark Busfield (Lansing, 12 de junho de 1957) é um ator e diretor (de televisão e teatral) norte-americano.
Foi indicado quatro vezes ao Emmy do Primetime de melhor ator coadjuvante em série dramática (1988, 1989, 1990 e 1991) pelo mesmo papel (Elliot Weston em Thirtysomething), ganhando o prêmio em 1991.
Filho de um diretor teatral, estudou artes dramáticas na "East Tennessee State University". Começou a carreira aos 18 anos de idade, numa montagem da peça "A Midsummer Night's Dream".
Seus primeiros trabalhos foram como ator teatral no final da década de 1970. Na década seguinte, também atuou, escreveu e dirigiu várias montagens teatrais. Além da trabalhos na Broadway, fez parte da "Circle Repertory Company" e junto com os irmãos, fundam o "B Street Theatre" (um teatro em Sacramento) e o "Fantasy Theatre" (uma trupe itinerante de peças infantis).
Sua estréia no cinema ocorreu em 1981, no filme "Stripes". Também trabalhou em "Revenge of the Nerds", "Family Ties", The Byrds of Paradise, "Buffalo Soldiers", "Blue Bloods", "Secrets and Lies", "Designated Survivor" e outras dezenas de produções, tanto como ator ou como diretor.